# Du, du liegst mir im Herzen

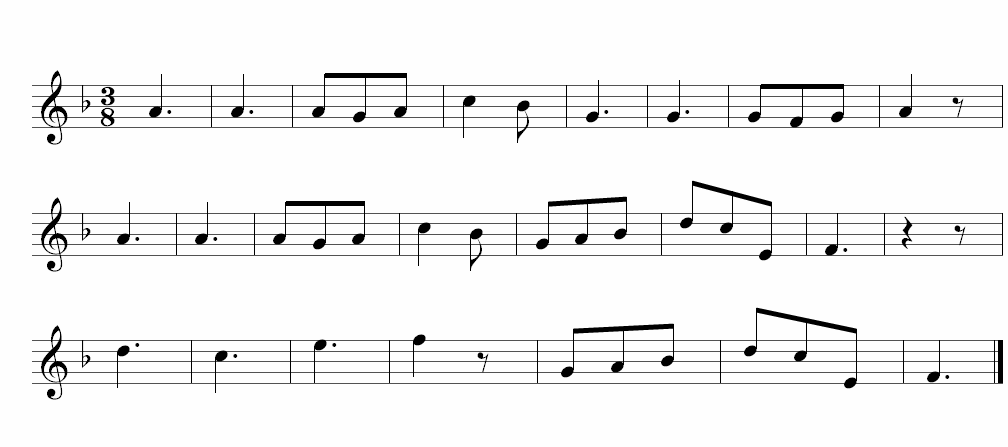
Die Melodie von Du, du liegst mir im Herzen

Du, du liegst mir im Herzen ist ein deutsches Volkslied, das vor 1821 entstand und in vielen Filmen Verwendung fand.

## Geschichte
Im Laufe des 19. Jahrhunderts wurde das Lied in mehrere Sprachen übersetzt, darunter Niederländisch (Gij, gij, ligt mij aan ’t harte) und Englisch (Here, here deep in my bosom oder Thou, thou liv'st in this true heart in England, Am I not fondly thine own oder Thou, thou reign’st in this bosom in den USA). Die Herkunft des Textes und der Melodie ist nicht bekannt. Die älteste bekannte Druckfassung erschien ohne eine Angabe zur Urheberschaft 1821 in Berlin als Teil eines Theaterstückes von Christoph Friedrich Bretzner. Besonders verbreitet war das Lied in Württemberg, Bayern und Tirol.

## Verwendung im Film
Du, du liegst mir im Herzen wurde in Alfred Hitchcocks Film Das Rettungsboot (1943) von Canada Lee auf der Flöte gespielt und von Walter Slezak gesungen. In Stanley Kramers Film Urteil von Nürnberg (1961) kommt das Lied in einer Version von Ernest Gold vor.
In den 1920er, 1930er und 1940er Jahren wurde das Lied in vielen weiteren Filmen verwendet, darunter Ring frei für die Liebe (1932) von John Ford, Das Drama der Sintflut (1928) von Michael Curtiz (gesungen von Louise Fazenda), Four Sons (1940) und Ever in My Heart (1933) von Archie Mayo (gespielt und gesungen von Otto Kruger) und Gefährliche Flitterwochen (1943) von Richard Thorpe (gesungen von Joan Crawford und Fred MacMurray). Eine Aufnahme des Liedes von Marlene Dietrich war Teil des Dokumentarfilms Marlene Dietrich – Her Own Song (2001). In der Romanverfilmung Fleisch ist mein Gemüse (2008) wird die Melodie als wiederkehrendes Motiv im Zusammenhang mit der Mutter des Protagonisten verwendet. In dem Film Top Secret!, von Abrahams/Zucker, wird das Lied von einem vor einen Bauernkarren gespanntem Pferd gesungen.

## Veröffentlichungen auf Tonträgern (Auswahl)
- Marlene Dietrich: Du, du liegst mir im Herzen, (1951 und Live 1954)[10]
- The Beat Brothers: Du, du liegst mir im Herzen – 7" Single, Polydor 52 916 (D) 1964
- Ballhausorchester Kurt Beyer: Du, Du Liegst Mir Im Herzen (Potpourri), 1973, AMIGA – 4 55 945, LP
- Vicky Leandros: Du, Du Liegst Mir Im Herzen, 1977, Philips – 6303 176, LP
- Hermann Prey: Du, du liegst mir im Herzen, (auf Volksweisen, 1975 BASF)
- Schmitti: Du, Du Liegst Mir Im Herzen, MK Records 2008, MP3-Download[11]

## Text
Du, du liegst mir im Herzen

du, du liegst mir im Sinn.

Du, du machst mir viel Schmerzen,

weißt nicht wie gut ich dir bin.

Ja, ja, ja, ja, weißt nicht wie gut ich dir bin.

So, so wie ich dich liebe

so, so liebe auch mich.

Die, die zärtlichsten Triebe

fühle ich ewig für dich.

Ja, ja, ja, ja, fühle ich ewig für dich.

Doch, doch darf ich dir trauen

dir, dir mit leichtem Sinn?

Du, du kannst auf mich bauen

weißt ja wie gut ich dir bin!

Ja, ja, ja, ja, weißt ja wie gut ich dir bin!

Und, und wenn in der Ferne,

mir, mir dein Bild erscheint,

dann, dann wünscht ich so gerne

daß uns die Liebe vereint.

Ja, ja, ja, ja, daß uns die Liebe vereint.